# 毛桃木莲
毛桃木莲（学名：Manglietia moto），为木兰科木莲属下的一个种。

## 扩展阅读
維基物種上的相關：毛桃木莲